# Championnat d'Uruguay de football 1990
Navigation
Saison précédente Saison suivante
La saison 1990 du Championnat d'Uruguay de football est la quatre-vingt-huitième édition du championnat de première division en Uruguay. Les quatorze meilleurs clubs du pays sont regroupés au sein d'une poule unique, la Primera División, où ils s'affrontent deux fois au cours de la saison, à domicile et à l'extérieur. En fin de saison, le dernier du classement cumulé des deux dernières saisons est relégué et remplacé par le champion de deuxième division.
C'est le Club Atlético Bella Vista qui est sacré champion d'Uruguay cette saison après avoir terminé en tête du classement final avec sept points d’avance sur le Club Nacional de Football et huit sur Peñarol. C'est le tout premier titre de champion d'Uruguay de l’histoire du club.

## Qualifications continentales
Les deux premiers de la Liguilla pré-Libertadores obtiennent leur billet pour la prochaine Copa Libertadores.

## Les clubs participants
| - CA Peñarol - Defensor Sporting Club - Club Nacional de Football - Club Atlético Bella Vista - Huracán Buceo - Club Atlético Progreso - Racing Club de Montevideo - Promu de D2 | - CA River Plate - Danubio FC - CA Cerro - Liverpool Fútbol Club - Central Español Fútbol Club - Montevideo Wanderers - Club Atlético Rentistas |

## Compétition

### Classement
Le barème utilisé pour établir le classement est le suivant :
- Victoire : 2 points
- Match nul : 1 point
- Défaite : 0 point

| Rang | Équipe                      | Pts | J  | G  | N  | P  | Bp | Bc | Diff |
| ---- | --------------------------- | --- | -- | -- | -- | -- | -- | -- | ---- |
| 1    | Club Atlético Bella Vista   | 39  | 26 | 16 | 7  | 3  | 34 | 15 | +19  |
| 2    | Club Nacional de Football   | 32  | 26 | 11 | 10 | 5  | 27 | 16 | +11  |
| 3    | Club Atlético Peñarol       | 31  | 26 | 12 | 7  | 7  | 37 | 21 | +16  |
| 4    | Central Español Fútbol Club | 29  | 26 | 12 | 5  | 9  | 30 | 25 | +5   |
| 5    | Racing Club de MontevideoP  | 29  | 26 | 9  | 11 | 6  | 25 | 21 | +4   |
| 6    | Danubio Fútbol Club         | 29  | 26 | 10 | 9  | 7  | 24 | 21 | +3   |
| 7    | Liverpool Fútbol Club       | 29  | 26 | 10 | 9  | 7  | 29 | 27 | +2   |
| 8    | Defensor Sporting Club      | 27  | 26 | 7  | 13 | 6  | 20 | 20 | 0    |
| 9    | Club Atlético Rentistas     | 24  | 26 | 5  | 14 | 7  | 25 | 24 | +1   |
| 10   | Montevideo WanderersCC      | 23  | 26 | 8  | 7  | 11 | 25 | 24 | +1   |
| 11   | Club Atlético ProgresoT     | 22  | 26 | 8  | 6  | 12 | 19 | 29 | -10  |
| 12   | Club Atlético Cerro         | 21  | 26 | 5  | 11 | 10 | 23 | 32 | -9   |
| 13   | CA River Plate              | 19  | 26 | 6  | 7  | 13 | 19 | 33 | -14  |
| 14   | Huracán Buceo               | 10  | 26 | 3  | 4  | 19 | 12 | 41 | -29  |

|  | Club champion d’Uruguay et qualifié pour la Liguilla pré-Libertadores        |
|  | Qualification pour la Liguilla pré-Libertadores                              |
|  | Relégation directe en deuxième division                                      |
|  | T : Tenant du titre CC : Vainqueur de la Copa de Competencia P : Promu de D2 |

- CA River Plate est relégué car c'est le club le moins performant sur l'ensemble des deux dernières saisons.

### Liguilla pré-Libertadores
Les cinq premiers du classement et le vainqueur de la Copa de Competencia disputent la Liguilla pour déterminer les deux clubs qualifiés pour la Copa Libertadores 1991. Si le champion ne termine pas parmi les deux premiers, il obtient le droit d'affronter le second de la Liguilla pour connaître la deuxième formation qualifiée.
| Rang | Équipe                      | Pts | J | G | N | P | Bp | Bc | Diff |  | Résultats (▼ dom., ► ext.)  | Nac | Peñ | Rac | Wan | BVi | CEsl |
| ---- | --------------------------- | --- | - | - | - | - | -- | -- | ---- |  | --------------------------- | --- | --- | --- | --- | --- | ---- |
| 1    | Club Nacional de Football   | 8   | 5 | 3 | 2 | 0 | 14 | 5  | +9   |  | Club Nacional de Football   |     | 1-1 | 6-0 | 2-1 | 3-1 | 2-2  |
| 2    | Club Atlético Peñarol       | 7   | 5 | 3 | 1 | 1 | 7  | 4  | +3   |  | Club Atlético Peñarol       |     |     | 0-1 | 1-0 | 3-1 | 2-1  |
| 3    | Racing Club de Montevideo   | 7   | 5 | 3 | 1 | 1 | 4  | 7  | -3   |  | Racing Club de Montevideo   |     |     |     | 1-0 | 1-1 | 1-0  |
| 4    | Montevideo Wanderers        | 4   | 5 | 2 | 0 | 3 | 6  | 6  | 0    |  | Montevideo Wanderers        |     |     |     |     | 3-1 | 2-1  |
| 5    | Club Atlético Bella VistaT  | 3   | 5 | 1 | 1 | 3 | 5  | 10 | -5   |  | Club Atlético Bella VistaT  |     |     |     |     |     | 1-0  |
| 6    | Central Español Fútbol Club | 1   | 5 | 0 | 1 | 4 | 4  | 8  | -4   |  | Central Español Fútbol Club |     |     |     |     |     |      |

Match de classement pour la deuxième place :
|  | Racing Club de Montevideo | 1 - 0 | Club Atlético Peñarol |  |  |
|  |                           |       |                       |  |  |

Match pour le deuxième billet pour la Copa Libertadores :
|  | Club Atlético Bella Vista | 1 - 1 | Racing Club de Montevideo |  |  |
|  |                           |       |                           |  |  |
|  | Tirs au but 4-1           |       |                           |  |  |

## Bilan de la saison
| Championnat d'Uruguay de football 1990 |                                       |
| Champion                               | Club Atlético Bella Vista (1er titre) |
| Qualifications continentales           |                                       |
| Copa Libertadores 1991                 | Club Nacional de Football             |
| Copa Libertadores 1991                 | Club Atlético Bella Vista             |
| Promotions et relégations              |                                       |
| Promus en Primera División             | CCD El Tanque Sisley                  |
| Relégués en Primera B                  | CA River Plate                        |